# Bóng đá tại Đại hội Thể thao châu Á 2006
Môn bóng đá tại Đại hội Thể thao châu Á 2006 được tổ chức tại Doha, Qatar từ ngày 18 tháng 11 đến ngày 15 tháng 12 năm 2006. Nội dung này được thi đấu sớm hơn hai tuần so với ngày khai mạc chính thức của đại hội.
Giải đấu bao gồm 30 đội tuyển nam và 8 đội tuyển nữ.
Cũng giống như ở Thế vận hội, nội dung cho nam chỉ dành cho những cầu thủ dưới 23 tuổi, đồng thời mỗi đội được tăng cường 3 cầu thủ không phải chịu giới hạn này. Nội dung của nữ không có giới hạn độ tuổi.

## Lịch thi đấu
Dưới đây là lịch thi đấu cho môn bóng đá.
| Q | Vòng loại | G | Vòng bảng | ¼ | Tứ kết | ½ | Bán kết | B | Tranh hạng ba | F | Chung kết |

| Nội dung | T7 18 | CN 19 | T2 20 | T3 21 | T4 22 | T5 23 | T6 24 | T7 25 | CN 26 | T2 27 | T3 28 | T4 29 | T5 30 | T6 1 | T7 2 | CN 3 | T2 4 | T3 5 | T4 6 | T5 7 | T6 8 | T7 9 | CN 10 | T2 11 | T3 12 | T4 13 | T4 13 | T5 14 | T6 15 |
| -------- | ----- | ----- | ----- | ----- | ----- | ----- | ----- | ----- | ----- | ----- | ----- | ----- | ----- | ---- | ---- | ---- | ---- | ---- | ---- | ---- | ---- | ---- | ----- | ----- | ----- | ----- | ----- | ----- | ----- |
| Nam      | Q     |       |       | Q     |       |       | Q     |       |       |       | G     | G     |       |      | G    | G    |      | G    | G    |      |      | ¼    |       |       | ½     |       |       | B     | F     |
| Nữ       |       |       |       |       |       |       |       |       |       |       |       |       | G     |      |      |      | G    |      |      | G    |      |      | ½     |       |       | B     | F     |       |       |

## Các quốc gia tham dự
| Quốc gia          | Nam | Nữ  | Vận động viên |
| ----------------- | --- | --- | ------------- |
| Ấn Độ             | Yes |     | 20            |
| Bahrain           | Yes |     | 20            |
| Bangladesh        | Yes |     | 20            |
| CHDCND Triều Tiên | Yes | Yes | 39            |
| Đài Bắc Trung Hoa |     | Yes | 18            |
| Hàn Quốc          | Yes | Yes | 38            |
| Hồng Kông         | Yes |     | 20            |
| Indonesia         | Yes |     | 20            |
| Iran              | Yes |     | 20            |
| Iraq              | Yes |     | 21            |
| Jordan            | Yes | Yes | 38            |
| Kyrgyzstan        | Yes |     | 20            |
| Ma Cao            | Yes |     | 20            |
| Malaysia          | Yes |     | 20            |
| Maldives          | Yes |     | 20            |
| Nhật Bản          | Yes | Yes | 38            |
| Oman              | Yes |     | 20            |
| Pakistan          | Yes |     | 20            |
| Palestine         | Yes |     | 20            |
| Qatar             | Yes |     | 20            |
| Singapore         | Yes |     | 20            |
| Syria             | Yes |     | 19            |
| Tajikistan        | Yes |     | 17            |
| Thái Lan          | Yes | Yes | 37            |
| Trung Quốc        | Yes | Yes | 36            |
| UAE               | Yes |     | 20            |
| Uzbekistan        | Yes |     | 20            |
| Kuwait            | Yes |     | 20            |
| Việt Nam          | Yes | Yes | 37            |
| Tổng cộng: 29 NOC | 28  | 8   | 697           |

## Tóm tắt huy chương

### Bảng huy chương
| Hạng               | Đoàn                    | Vàng | Bạc | Đồng | Tổng số |
| ------------------ | ----------------------- | ---- | --- | ---- | ------- |
| 1                  | CHDCND Triều Tiên (PRK) | 1    | 0   | 0    | 1       |
| 1                  | Qatar (QAT)             | 1    | 0   | 0    | 1       |
| 3                  | Iraq (IRQ)              | 0    | 1   | 0    | 1       |
| 3                  | Nhật Bản (JPN)          | 0    | 1   | 0    | 1       |
| 5                  | Iran (IRI)              | 0    | 0   | 1    | 1       |
| 5                  | Trung Quốc (CHN)        | 0    | 0   | 1    | 1       |
| Tổng số (6 đơn vị) | Tổng số (6 đơn vị)      | 2    | 2   | 2    | 6       |

### Danh sách huy chương
| Nội dung | Vàng | Bạc | Đồng |
| -------- | --- | --- | --- |
| Nam      | Qatar · Mohamed Saqr · Abdulrahman Mesbeh · Abdulla Al-Berik · Majdi Siddiq · Ali Nasser · Mesaad Al-Hamad · Hussein Yasser · Magid Mohamed · Ibrahim Al-Ghanim · Talal Al-Bloushi · Adel Lamy · Wesam Rizik · Waleed Jassem · Yusef Ahmed · Abdullah Koni · Qasem Burhan · Sebastián Soria · Khalfan Ibrahim · Younes Ali · Bilal Mohammed | Iraq · Mohammed Noor Al-Deen · Mohammed Ali · Haidar Rahim · Mustafa Karim · Samer Saeed · Ali Mansour · Younis Mahmoud · Jassim Mohammed · Haidar Sabah · Ali Rehema · Ali Khudhair · Alaa Abdul-Zahra · Karrar Jassim · Salam Shakir · Haidar Aboodi · Mohammed Gassid · Ahmad Abd Ali · Muayad Khalid · Osama Ali · Ahmad Kadhim | Iran · Alireza Haghighi · Mohsen Arzani · Jalal Akbari · Jalal Hosseini · Pejman Montazeri · Behshad Yavarzadeh · Milad Nouri · Maziar Zare · Mehrdad Oladi · Arash Borhani · Mohammad Gholamin · Sheys Rezaei · Saeid Chahjouei · Hossein Mahini · Mohammad Nouri · Khosro Heidari · Ehsan Khorsandi · Adel Kolahkaj · Mehrdad Pouladi · Hassan Roudbarian |
| Nữ       | CHDCND Triều Tiên · Phi Un-Hui · Jang Ok-Gyong · Om Jong-Ran · Sonu Kyong-Sun · Song Jong-Sun · Ri Un-Suk · Kim Yong-Ae · Ri Un-Gyong · Ho Sun-Hui · Kim Hye-Yong · Kim Tan-Sil · Kong Hye-Ok · Ri Kum-Suk · Jong Pok-Sim · Ri Un-Hyang · Jon Myong-Hui · Kim Kyong-Hwa · Kil Son-Hui                                                       | Nhật Bản · Yamago Nozomi · Isozaki Hiromi · Shimokozuru Aya · Sudo Akiko · Yano Kyoko · Sakai Tomoe · Ando Kozue · Yanagita Miyuki · Arakawa Eriko · Sawa Homare · Fukumoto Miho · Nakaoka Maiko · Iwashimizu Azusa · Maruyama Karina · Miyama Aya · Ohno Shinobu · Nagasato Yuki · Sakaguchi Mizuho                                | Trung Quốc · Hàn Văn Hà · Lưu Hoa Na · Lý Cát · Ông Tân Chi · Phổ Vĩ · Viên Phàm · Tất Nghiên · Nhạc Mẫn · Hàn Đoan · Mã Hiểu Húc · Trương Đông · Vương Đan Đan · Vương Khôn · Nhậm Lệ Bình · Lưu Á Lợi · Phan Lệ Na · Trương Diễm Như · Khúc Phi Phi |

## Giải đấu nam

### Vòng 1
| VT | Đội        | ST | Đ |
| -- | ---------- | -- | - |
| 1  | Jordan     | 3  | 5 |
| 2  | Kyrgyzstan | 3  | 5 |
| 3  | Tajikistan | 3  | 5 |
| 4  | Ma Cao     | 3  | 0 |

| VT | Đội       | ST | Đ |
| -- | --------- | -- | - |
| 1  | Iraq      | 3  | 7 |
| 2  | Syria     | 3  | 5 |
| 3  | Singapore | 3  | 2 |
| 4  | Indonesia | 3  | 1 |

### Vòng 2
| VT | Đội        | ST | Đ |
| -- | ---------- | -- | - |
| 1  | Uzbekistan | 3  | 9 |
| 2  | Qatar      | 3  | 6 |
| 3  | UAE        | 3  | 1 |
| 4  | Jordan     | 3  | 1 |

| VT | Đội        | ST | Đ |
| -- | ---------- | -- | - |
| 1  | Hàn Quốc   | 3  | 9 |
| 2  | Bahrain    | 3  | 6 |
| 3  | Việt Nam   | 3  | 3 |
| 4  | Bangladesh | 3  | 0 |

| VT | Đội        | ST | Đ |
| -- | ---------- | -- | - |
| 1  | Thái Lan   | 3  | 9 |
| 2  | Kuwait     | 3  | 6 |
| 3  | Kyrgyzstan | 3  | 3 |
| 4  | Palestine  | 3  | 0 |

| VT | Đội       | ST | Đ |
| -- | --------- | -- | - |
| 1  | Iran      | 3  | 9 |
| 2  | Hồng Kông | 3  | 4 |
| 3  | Ấn Độ     | 3  | 4 |
| 4  | Maldives  | 3  | 0 |

| VT | Đội        | ST | Đ |
| -- | ---------- | -- | - |
| 1  | Trung Quốc | 3  | 9 |
| 2  | Iraq       | 3  | 6 |
| 3  | Oman       | 3  | 3 |
| 4  | Malaysia   | 3  | 0 |

| VT | Đội               | ST | Đ |
| -- | ----------------- | -- | - |
| 1  | CHDCND Triều Tiên | 3  | 7 |
| 2  | Nhật Bản          | 3  | 6 |
| 3  | Syria             | 3  | 4 |
| 4  | Pakistan          | 3  | 0 |

### Vòng đấu loại trực tiếp
|  | Tứ kết            | Tứ kết      |               |       | Bán kết               | Bán kết               |  |  | Tranh huy chương vàng | Tranh huy chương vàng |
|  |                   |             |               |       |                       |                       |  |  |                       |                       |
|  | 9 tháng 12        |             |               |       |                       |                       |  |  |                       |                       |
|  |                   |             |               |       |                       |                       |  |  |                       |                       |
|  | Thái Lan          | 0           |               |       |                       |                       |  |  |                       |                       |
|  | Thái Lan          | 0           | 12 tháng 12   |       |                       |                       |  |  |                       |                       |
|  | Qatar             | 3           |               |       |                       |                       |  |  |                       |                       |
|  | Qatar             | 3           | Qatar         | 2     |                       |                       |  |  |                       |                       |
|  | 9 tháng 12        |             | Qatar         | 2     |                       |                       |  |  |                       |                       |
|  |                   | Iran        | 0             |       |                       |                       |  |  |                       |                       |
|  | Trung Quốc        | Iran        | 0             | 2 (7) |                       |                       |  |  |                       |                       |
|  | Trung Quốc        |             | 15 tháng 12   | 2 (7) |                       |                       |  |  |                       |                       |
|  | Iran (p)          | 2 (8)       |               |       |                       |                       |  |  |                       |                       |
|  | Iran (p)          | 2 (8)       | Qatar         | 1     |                       |                       |  |  |                       |                       |
|  | 9 tháng 12        |             | Qatar         | 1     |                       |                       |  |  |                       |                       |
|  |                   | Iraq        | 0             |       |                       |                       |  |  |                       |                       |
|  | Uzbekistan        | Iraq        | 0             | 1     |                       |                       |  |  |                       |                       |
|  | Uzbekistan        | 12 tháng 12 |               | 1     |                       |                       |  |  |                       |                       |
|  | Iraq (s.h.p.)     | 2           |               |       |                       |                       |  |  |                       |                       |
|  | Iraq (s.h.p.)     | 2           | Iraq          | 1     |                       |                       |  |  |                       |                       |
|  | 9 tháng 12        |             | Iraq          | 1     |                       |                       |  |  |                       |                       |
|  |                   | Hàn Quốc    | 0             |       | Tranh huy chương đồng | Tranh huy chương đồng |  |  |                       |                       |
|  | Hàn Quốc          | Hàn Quốc    | 0             | 3     | Tranh huy chương đồng | Tranh huy chương đồng |  |  |                       |                       |
|  | Hàn Quốc          |             | 14 tháng 12   | 3     |                       |                       |  |  |                       |                       |
|  | CHDCND Triều Tiên | 0           |               |       |                       |                       |  |  |                       |                       |
|  | CHDCND Triều Tiên | 0           | Iran (s.h.p.) | 1     |                       |                       |  |  |                       |                       |
|  |                   |             |               |       |                       |                       |  |  |                       |                       |
|  | Hàn Quốc          | 0           |               |       |                       |                       |  |  |                       |                       |
|  | Hàn Quốc          | 0           |               |       |                       |                       |  |  |                       |                       |

## Giải đấu nữ

### Vòng bảng

#### Bảng A
| VT | Đội        | ST | T | H | B | BT | BB | HS  | Đ | Giành quyền tham dự     |
| -- | ---------- | -- | - | - | - | -- | -- | --- | - | ----------------------- |
| 1  | Nhật Bản   | 3  | 3 | 0 | 0 | 18 | 0  | +18 | 9 | Vòng đấu loại trực tiếp |
| 2  | Trung Quốc | 3  | 2 | 0 | 1 | 19 | 1  | +18 | 6 | Vòng đấu loại trực tiếp |
| 3  | Thái Lan   | 3  | 1 | 0 | 2 | 5  | 11 | −6  | 3 |                         |
| 4  | Jordan     | 3  | 0 | 0 | 3 | 0  | 30 | −30 | 0 |                         |

#### Bảng B
| VT | Đội               | ST | T | H | B | BT | BB | HS  | Đ | Giành quyền tham dự     |
| -- | ----------------- | -- | - | - | - | -- | -- | --- | - | ----------------------- |
| 1  | CHDCND Triều Tiên | 3  | 3 | 0 | 0 | 13 | 1  | +12 | 9 | Vòng đấu loại trực tiếp |
| 2  | Hàn Quốc          | 3  | 2 | 0 | 1 | 6  | 5  | +1  | 6 | Vòng đấu loại trực tiếp |
| 3  | Đài Bắc Trung Hoa | 3  | 1 | 0 | 2 | 3  | 7  | −4  | 3 |                         |
| 4  | Việt Nam          | 3  | 0 | 0 | 3 | 2  | 11 | −9  | 0 |                         |

### Vòng đấu loại trực tiếp
|  | Bán kết                    | Bán kết               |                       |       | Tranh huy chương vàng | Tranh huy chương vàng |
|  |                            |                       |                       |       |                       |                       |
|  | 10 tháng 12                |                       |                       |       |                       |                       |
|  |                            |                       |                       |       |                       |                       |
|  | Nhật Bản                   | 3                     |                       |       |                       |                       |
|  | Nhật Bản                   | 3                     | 13 tháng 12           |       |                       |                       |
|  | Hàn Quốc                   | 1                     |                       |       |                       |                       |
|  | Hàn Quốc                   | 1                     | Nhật Bản              | 0 (2) |                       |                       |
|  | 10 tháng 12                |                       | Nhật Bản              | 0 (2) |                       |                       |
|  |                            | CHDCND Triều Tiên (p) | 0 (4)                 |       |                       |                       |
|  | CHDCND Triều Tiên (s.h.p.) | CHDCND Triều Tiên (p) | 0 (4)                 | 3     |                       |                       |
|  | CHDCND Triều Tiên (s.h.p.) |                       |                       | 3     |                       |                       |
|  | Trung Quốc                 | 1                     |                       |       |                       |                       |
|  | Trung Quốc                 | 1                     | Tranh huy chương đồng |       |                       |                       |
|  |                            |                       |                       |       |                       |                       |
|  | 13 tháng 12                |                       |                       |       |                       |                       |
|  |                            |                       |                       |       |                       |                       |
|  | Hàn Quốc                   | 0                     |                       |       |                       |                       |
|  | Hàn Quốc                   | 0                     |                       |       |                       |                       |
|  | Trung Quốc                 | 2                     |                       |       |                       |                       |